# Werner Janik
Werner Richard Janik (* 15. April 1920 in Hindenburg O. S.; † 7. August 2003 in Worms) war ein oberschlesischer Fußballspieler auf der Position des Torwarts. Mit Germania Königshütte war er dreimaliger Meister der Gauliga Oberschlesien, Teilnehmer an der Deutschen Meisterschaft und am Tschammerpokal-Wettbewerb, polnischer Vize-Meister, siebenmaliger Nationalspieler und Spieler der Auswahl Schlesiens. Nach seiner aktiven Laufbahn war er Fußballtrainer.

## Biografie
Geboren wurde er als dritter Sohn in einer deutsch-oberschlesischen Familie. Der Vater war Beamter der Knappschaft. Er hatte drei Brüder.
Nach der Teilung Oberschlesiens lebte er zuerst in Myslowitz und ab dem Jahr 1928 in Königshütte, wo er ein Gymnasium besuchte und danach den Beruf des Zahntechnikers erlernte. In dieser Zeit begann er im hiesigen Verein Fußball zu spielen.
Im Jahr 1941 meldete er sich freiwillig zur Kriegsmarine, in der er bis zum Kriegsende diente. Seine Einsatzorte befanden sich in Kiel-Wik, Wien, Sofia, Griechenland (Leros) und Jugoslawien. Währenddessen spielte er weiterhin für Germania Königshütte, für deren Meisterschafts- und Pokalspiele er gelegentlich Sonderurlaube bekam. In seiner Kieler Zeit stand er außerdem als Gastspieler beim VfB Kiel zwischen den Pfosten.
Nach Kriegsende im Jahr 1945 kam er in Norddeutschland in britische Gefangenschaft, aus der er Anfang 1946 nach Oberschlesien als einziger Sohn zurückkehrte, um seiner Mutter beizustehen, die nach dem Einmarsch der Roten Armee allein blieb, nachdem der Vater für unterstellte SA-Zugehörigkeit im Gefängnis eingesperrt worden war.
Nach der Heimkehr spielte er weiterhin im gleichen Verein, der nun polonisiert worden war; jedoch im folgenden Jahr wechselte er die Vereinsfarben. Um in die Nationalmannschaft berufen zu werden, wechselte er zu Pogoń Katowice, da der damalige Nationalcoach die Spiele dieses Vereins regelmäßig besuchte und ihn dort „entdeckten sollte“. Tatsächlich übersah er weder sein Talent noch seine Fähigkeiten und berief ihn am 31. August 1947 zu seinem ersten Länderspiel gegen die Nationalmannschaft der Tschechoslowakei in Prag. Trotz der Niederlage (3:6) wurde er zum Spielhelden erkoren, da er eine viel höhere Niederlage verhinderte. Eines seiner erfolgreichen Länderspiele wurde auch eine Begegnung gegen die Tschechoslowakei am 18. April 1948 (3:1). Nach dem Spiel wurde er auf den Schultern der Zuschauer vom Platz getragen. In dieser Zeit war er der einzige Auswahlspieler, der nicht in der 1. Liga spielte.
Im Dezember 1948 heiratete er die Sekretärin des schlesischen Fußballverbandes, Elisabeth geb. Kania. Vor seiner Trauung wurde er seitens der kommunistischen Behörden gezwungen seine Vornamen in Antoni(us) unter der Androhung die Heirat sonst nicht zu genehmigen zu ändern.
Ab dem Jahr 1949 bis zum Ende seiner aktiven Laufbahn spielte er wieder für seinen ehemaligen Verein, der sich nach dem Krieg Budowlani Chorzów nannte. Danach absolvierte er an der Sporthochschule in Krakau die Ausbildung zum Fußballtrainer. Mit der erworbenen Trainerlizenz trainierte bis zu seiner Aussiedlung neben seinem Job verschiedene oberschlesische Fußballmannschaften.
In den Jahren 1955 und 1957 wurden seine zwei Söhne Christian Werner (1955) und Jan Helmut (1957) geboren. Nach dem Tod seiner Eltern begann er sich mit seiner Familie um die Übersiedlung in die Bundesrepublik Deutschland zu bemühen, in der seit dem Kriegsende seine Brüder lebten. Ab da verstärkten sich die Diskriminierungen, denen er und seine Familie durch die kommunistischen Behörden ausgesetzt waren. Nach mehrjährigen Bemühungen gestattete man ihm und der Familie das polnische Innenministerium die Ausreise.
Am 27. März 1977 verließ er mit der Familie für immer seine oberschlesische Heimat und ließ sich nach kurzem Aufenthalt in Kaiserslautern in Worms am Rhein nieder.
Unmittelbar danach begann er an der Universität Mainz in seinem erlernten Beruf des Zahntechnikers zu arbeiten. Bis zu seiner Pensionierung im Jahr 1985 blieb er dort tätig.
Nach kurzer und schwerer Krankheit verstarb er im Alter von 83 Jahren. Beigesetzt wurde er auf dem Hauptfriedhof zu Worms.

## Länderspiele
- 31. August    1947 Prag        Tschechoslowakei – Polen 6:3 (1:0)
- 14. September 1947  Stockholm  Schweden – Polen         5:4 (3:2)
- 17. September 1947  Helsinki   Finnland – Polen         1:4 (1:1)
- 4. April     1948  Sofia      Bulgarien – Polen        1:1 (1:1)
- 18. April     1948  Warschau   Polen – Tschechoslowakei 3:1 (2:0)
- 25. August    1948  Warschau   Polen – Jugoslawien      0:1 (0:0)
- 19. September 1948  Warschau   Polen – Ungarn           2:6 (1:3)